# Forêt de Tuchola
La forêt de Tuchola (en polonais : Bory Tucholskie) est une forêt polonaise de conifères située à proximité de la ville de Tuchola, dans le Nord de la Pologne. Elle s'étend sur 3 225,36 km2 et accueille plusieurs aires protégées, notamment les parcs paysagers Zaborski (qui comprend lui-même le parc national de la forêt de Tuchola), Wdecki, Wdzydzki et de Tuchola. La forêt fait partie du réseau Natura 2000 et est reconnue réserve de biosphère par l'Unesco depuis 2010,.

## Réserve de biosphère

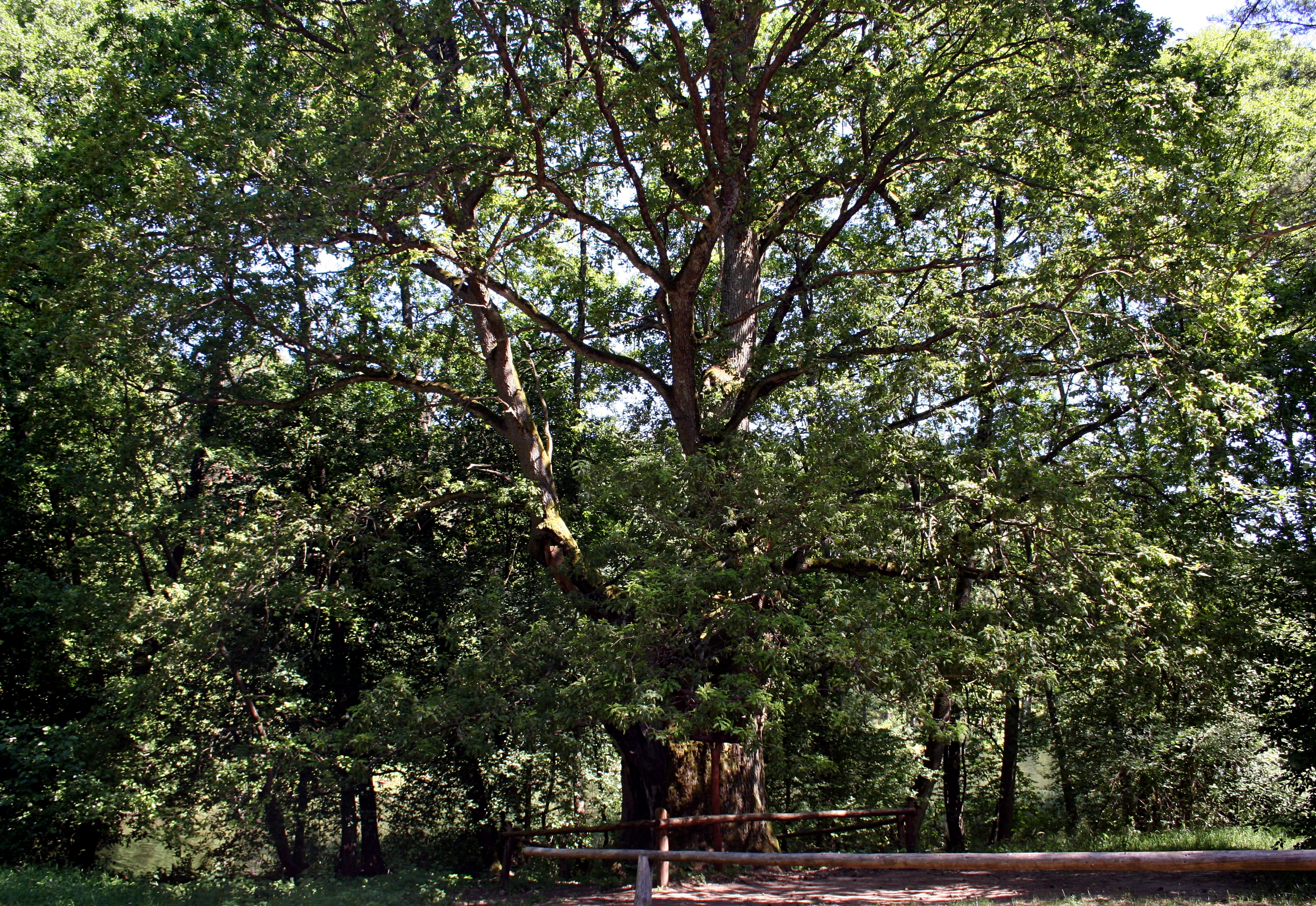
Le chêne "Bartus".

En juin 2010, l'Organisation des Nations unies pour l'éducation, la science et la culture (Unesco) a classé la forêt de Tuchola réserve de biosphère. Celle-ci s'étend sur 319 000 hectares (3 190 km2) et a pour cœur le parc national de la forêt de Tuchola, tandis que les parcs paysagers Zaborski, Wdecki, Wdzydzki et de Tuchola font partie de la « zone tampon ».

## Référence
1. ↑  (en) « Natura 2000 - Standard data form », sur natura2000.eea.europa.eu (consulté le 4 août 2016)
2. ↑  (en) « Bory Tucholskie », sur protectedplanet.net (consulté le 4 août 2016)
3. ↑  (en) « Tuchola forest », sur unesco.org, 18 juin 2010 (consulté le 5 août 2016)
4. ↑  (pl) « Rezerwat Biosfery Bory Tucholskie », sur borytucholskie.org.pl (consulté le 5 août 2016)